# クレヨンしんちゃん 襲来!!宇宙人シリリ
『クレヨンしんちゃん 襲来!!宇宙人シリリ』（クレヨンしんちゃん しゅうらい!!うちゅうじんシリリ）は、2017年4月15日に公開されたクレヨンしんちゃん劇場映画25作目。

## 概要

### ストーリー
『映画クレヨンしんちゃん』シリーズ25周年記念作品。本作は第20作『嵐を呼ぶ!オラと宇宙のプリンセス』以来5年ぶりに宇宙を題材にしているほか、日本を縦断して目的地に向かうというロードムービー方式が第11作『嵐を呼ぶ 栄光のヤキニクロード』以来14年ぶりに使われている。宇宙人であるシリリによって子供にされてしまったみさえとひろしを元に戻してもらうために野原一家がシリリを父の元まで連れていく道中に巻き起こる事件を軸として、物語が展開されていく。また、しんのすけが「ある事情」からケツだけ星人といった得意技を封印する。
シリーズとしては初の『UDCast』による視覚障害者専用音声ガイドの上映が行われた。
テレビシリーズからは鬼瓦築造、鬼瓦カンナ、八根浦工事が劇場版初登場（ただし声なしでの登場。その後鬼瓦築造は、『激突! ラクガキングダムとほぼ四人の勇者』で声付きで初登場）。

### スタッフ
監督は、前作『クレヨンしんちゃん 爆睡!ユメミーワールド大突撃』の監督を務めた髙橋渉から、前々作『オラの引越し物語 サボテン大襲撃』の監督を務めた橋本昌和に再度バトンタッチし、脚本も橋本が兼任する。高橋は本作では橋本と共に絵コンテを担当している。
デザイン面では『花とアリス殺人事件』のロトスコープアニメーションディレクターなどを担当した久野遥子が抜擢され、メインキャラクターとなる宇宙人シリリや宇宙船のデザインを手掛けた。その他、前々作のキャラクターデザインを担当した末吉裕一郎が2年ぶりの再登板となり、前作から2年連続の登板となった針金屋英郎と共に本作では三人体制でキャラクターデザインを担当している。

### ゲスト声優
本作のキーパーソンである“シリリ”役には数多くの人気作に出演している沢城みゆきに決定。見た目やキャラクター名がどこか「オシリ」を彷彿させる“シリリ”に対して、沢城は「おしり…を演じるのは、人生で初めてです。超楽しみにしています」と意気込みを見せている。
2月17日には、お笑いコンビ・雨上がり決死隊の宮迫博之と蛍原徹がゲスト声優に決定した。二人のゲスト出演は第10作『嵐を呼ぶ アッパレ!戦国大合戦』以来、15年ぶり2回目となる。ゲスト声優にお笑い芸人が起用されるのは6年連続14作目であり、過去にゲスト声優として参加した人物が再登板するのは第22作『ガチンコ!逆襲のロボとーちゃん』のコロッケ以来3年ぶりとなる。同年2月28日には、女優の志田未来が本人役で出演することが発表された。
この他、松尾由美子を始めとするテレビ朝日アナウンサーや同系列のアナウンサーが出演する。

### 主題歌
2017年1月26日には、主題歌にシンガー・ソングライターの高橋優が書き下ろした「ロードムービー」が起用されることが決定。また、映画公開に先立ち同年の2月3日放送回からのテレビシリーズのEDも務めることとなった。
高橋は長年にわたってクレヨンしんちゃん作品の大ファンだったということもあり、今回の主題歌オファーを快諾。歌詞を書き下ろすにあたり、映画の脚本を読み、旅のゴール地点や結果にこだわり過ぎるより、途中で巻き起こるエピソードや巡り合わせにフォーカスをあてて、今ここにある繋がりや喜びを感じながら歩いていきたい、そんな想いが込められていると語っている。
4月12日には高橋の2017年第1弾シングルとして発売することも決定。期間生産限定盤と通常盤の他にクレヨンしんちゃん盤も生産限定で発売決定となり、クレヨンしんちゃんとのコラボジャケットとなっており、7インチジャケットのスペシャル仕様となっている。

### テレビシリーズにおける関連作品
2017年1月20日放送分からは、オープニング前に宇宙または宇宙人に関するショートストーリーのコーナーが開始された。公開前日の4月14日の放送分では、かすかべ防衛隊と宇宙人との戦いを題材にしたオリジナルストーリー「宇宙カスカベ防衛隊だゾ」が前後編で放映され、公開後の4月28日の放送分では映画本編ではしんのすけが描いた絵として登場するぶりぶりざえもんをメインに宇宙を題材にしたオリジナルストーリー「宇宙ブタで大もうけだゾ」が放送された
また、テレビ朝日系列各局にて映画公開を記念した特別番組『「映画クレヨンしんちゃん」公開記念!オラと宇宙人シリリのニッポン縦断 珍道中スペシャル!』が放送され、AbemaTVで本作が初配信された際、特別編成企画第1弾として「おシリあい編」が配信されている。
| 放送日  | タイトル                   | 脚本         | 絵コンテ     | 演出         | 作画監督   |
| ------- | -------------------------- | ------------ | ------------ | ------------ | ---------- |
| 1月20日 | UFOのせいだゾ              | ムトウユージ | ムトウユージ | ムトウユージ | 木村陽子   |
| 2月3日  | チクッとしたら・・・だゾ   | ムトウユージ | ムトウユージ | ムトウユージ | 木村陽子   |
| 2月10日 | ネネちゃんがソーグーしたゾ | ムトウユージ | ムトウユージ | ムトウユージ | 和泉絹子   |
| 2月17日 | 地球をシンリャクするゾ     | ムトウユージ | ムトウユージ | ムトウユージ | 木村陽子   |
| 4月14日 | 宇宙カスカベ防衛隊だゾ     | うえのきみこ | 横山広行     | 横山広行     | 間々田益男 |
| 4月28日 | 宇宙ブタで大もうけだゾ     | 黒住光       | 平井峰太郎   | 平井峰太郎   | 高倉佳彦   |

### 関連企画・その他
本作にあわせ、過去にしんのすけ達が過去に遭遇した友人達のストーリーを集めたDVD「クレヨンしんちゃん きっとベスト☆遭遇! おニュ~なお友だち」（2枚組）が2017年4月5日にバンダイビジュアルより発売された。
映画公開の同日に、双葉社アクションコミックスにてコミカライズ版（作画：高田ミレイ）が、公開から3日遅い4月18日に双葉社ジュニア文庫にてノベライズ版がそれぞれ発売された。
本作以降の野原ひろし役は、テレビシリーズ開始当初から務めていた藤原啓治の休業に伴い、森川智之に交代している。
本作では、「X-ファイル」や「E.T.」など宇宙人に関する映画のパロディが登場する。
次回作『爆盛!カンフーボーイズ〜拉麺大乱〜』以降の公開日は金曜日となったため、今作が最後の土曜日公開となった。

### 興行収入
2017年4月15日に全国349スクリーンで封切られた。初日2日間で動員27万8790人、興収3億2988万8300円を記録し、4週連続首位となった『SING/シング』を抑えて初登場2位となった。前年公開されシリーズ過去最高の初動となった『クレヨンしんちゃん 爆睡!ユメミーワールド大突撃』には及ばなかったものの、好スタートを切り、最終興行収入は16.2億円となった。

### テレビ放送
2018年4月6日に、テレビ朝日系列の『ドラえもん・クレヨンしんちゃん 春だ!映画だ!3時間アニメ祭り 第2弾』の第2部（第1部は『ドラえもん』拡大版）で地上波初放送された。
| 回数 | テレビ局   | 放送日       | 放送時間      | 放送分数 | 視聴率 |
| ---- | ---------- | ------------ | ------------- | -------- | ------ |
| 1    | テレビ朝日 | 2018年4月6日 | 19:38 - 21:48 | 130分    | 8.9%   |

- 視聴率はビデオリサーチ調べ、関東地区・世帯・リアルタイム。

## あらすじ
ある日の夜、野原家にUFOが不時着。UFOの中にいたのは、宇宙から来たという宇宙人のシリリだった。シリリが発した光線を浴びたひろしとみさえは25歳若返り、ひろしは10歳に、みさえは4歳の姿に戻ってしまう。シリリは、生き物を若返らせることは出来るものの、成長させることは出来ないのだという。そして、日本の南の種子島にいるシリリの父親なら、ひろしとみさえを元の姿に戻せるらしい。翌日、シリリはしんのすけのズボンの中に入り、野原一家は日本縦断の旅に出発する。
その後、カスカベ防衛隊にシリリの存在とひろしとみさえが子どもになった事がばれてしまうも、他人には言わないという約束を交わす。ようやく新幹線に乗り込んだ野原一家だったが、泥棒に全財産とシリリの私物を盗られてしまい一時静岡に下車することに。そしてヒッチハイクで八尾という宇宙人オタクの男に拾われ彼の家に行くが、シリリの存在に気づいた八尾がシリリを捕まえようとしたため、野原一家たちは森へ逃げる。そこで、しんのすけ、シリリ、シロの3人は誤って長崎行きのトラックに乗ってしまい、長崎へ。一方、ひろし、みさえ、ひまわりの3人は、反省した八尾と共にしんのすけ達を追って熊本へ車を進める。
なんとか熊本で再会を果たした野原一家だったが、謎の二人組のモルダダとカスリーに捕まってしまう。
そんな中、シリリの父親による恐るべき陰謀が進められようとしていた。

## 本作のキャラクター

### ナースパディ星関連
地球から2万67光年離れた先の、天の川銀河西743丁目6番地54の5にある惑星。
シリリ
突如野原一家の前に宇宙から飛来したナースパディ星出身の宇宙人。父親には頭が上がらず、言いつけには忠実である。また、仲間の宇宙人が普通に使えるはずのスクスクパワーを唯一使う事が出来ず、その為に仲間からは役立たずと見なされ、父親からも見限られていた。醤油が好物で、どんな食べ物にもたっぷりかけて食べる。棒状の光の剣の形をした懐中電灯を所持している他、身の危険を察した際に発して浴びた者を25歳若返らせるバブバブパワーを使う。宇宙人である故に目立つために普段はしんのすけのズボンの中に隠れている。またマルチリンガルであり、日本語以外にも中国語・英語・スペイン語・ドイツ語など世界各国の言葉を話せる。
野原一家の家に不時着した際にバブバブパワーでひろしとみさえを若返らせ、二人から元に戻せと詰め寄られたことで元に戻す事を条件に自分を父親の元へ送り届けるように指示し、野原一家と行動を共にした当初は父親の言い付けは絶対だと決め付けて従い続け、野原一家の事も下等生物扱いをし、自由に行動するしんのすけに対しても「言われた通りにしろ」と強要ばかりを繰り返し、中盤ではしんのすけの行動に嫌気が差して彼と仲違いしたが、父親が用意したサーカス団の見世物にされた際に救出に来たしんのすけに助け出され、それを機にしんのすけと和解して仲良くなり、一緒に行動していく内に友達意識が芽生える。
終盤では一度は父親に従ったものの、それでも父親の本心や計画に利用されていた事を知り、その振る舞いに嫌気が差したことで逆らう意思を見せ、その上で計画を止める為にしんのすけ達に協力する。その後、計画を止めた後はしんのすけ達を地球に送るために父親の命令に背いて地球に残り、騒乱後は宇宙船が破損したために野原家に暫く居候していたが、しんのすけと花火を楽しんでいた時に突如として迎えに来た母親と再会し、共にナースパディ星に帰郷する。

チチシリ
シリリの父親。性格は非常に尊大で、地球人を下等生物と見下しており、また子供っぽい所もあり、ひろしとみさえとの口論の際は二人を小馬鹿にした口調で煽っていた。シリリに対して「父さんの言いつけ第○条」と称して禁止事項を多数設ける事で自分の言いなりになるように教育しており、唯一頭が上がらない存在としてシリリに認識されている。またしんのすけからシリリに関する問題を出されても答える事が出来ずに呆れられ、本気で子育てをした事も無いのが災いして子供にした地球人の八尾をあやす事が出来ず、他の船員たちが子供にされた際も手を焼くなど、子供の扱いが下手。また、スクスクパワーが使えないシリリの事も才能が無いとして見限っており、代わりに唯一使えるバブバブパワーを計画の為に利用することでシリリを盛り立てようと考えるなど、シリリに対する愛情も皆無に等しく、更には計画のためにシリリの宇宙船を不時着させてモルダダ達を使ってわざと道中でシリリを怖がらせ続け、それを笑いながら見物さえもしていた。浴びた者を25歳成長させるスクスクパワーを使う。
7年前に地球を訪れた際に変質者として追いかけられた経験や、地球のテレビ番組を研究した結果として「大人は危険、子供は安全」という結論に至り、シリリのバブバブパワーを使って全ての大人を子供にして記憶を奪った後は再教育を施す「人類バブバブ化計画」を立案し、地球を平和な星に変えようと目論む。終盤ではバブバブパワーを地球全土に放射するための秘密要塞ラブスターを発進させるが、野原一家との争いの末に野原一家とシリリの宇宙船で駆け付けたカスカベ防衛隊の奮闘によりラブスターを破壊されてしまう。その後、計画の失敗に嫌気が差して地球から手を引くような発言をし、船員たちに撤退命令を出した後はシリリに「一緒に帰るんだ」と呼び掛けるが、完全に考えを変えたシリリからは拒絶され、複雑な表情を見せつつもシリリを見捨てて帰って行った。

ハハシリ
エピローグのみに登場したシリリの母親。スレンダーな体型に清楚な雰囲気漂う美女。シリリが野原家に居候してから数ヵ月後に突如野原家の前に飛来し、息子と共に帰郷する。
モルダダ
シリリと野原一家を追う正体不明のエージェントだが、実はシリリの父の部下である船員で、変装した中の一つである。太い眉毛におかっぱ頭をしている。
シリリの腕につけてる通信機をバブバブパワーを充填させる偽物にすり替えた他、新幹線の乗客に扮して野原一家とシリリの私物を盗んだり、サーカスの団長に扮してシリリを無理矢理サーカスの演目に出演させたりしたが、終盤ではカスリーと共に野原一家やシリリと接触し、彼らを秘密要塞ラブスターに案内した後はシリリの父の指示で正体を現した。
カスリー
モルダダと共にシリリと野原一家を追う女エージェントだが、正体はモルダダと同じくシリリの父の部下である船員で、変装した中の一つである。
常にビデオカメラを回し、その映像を秘密要塞ラブスターに送信する役割を担っていたが、終盤ではモルダダと共に野原一家やシリリと接触し、彼らを秘密要塞ラブスターに案内した後はシリリの父の指示で正体を現した。

### その他
八尾幾三
野原一家が出会った謎の男性。宇宙人に対する執着心が強く、シリリを見た際に興奮したりとテンションが高くなり、また宇宙映画や宇宙アニメのDVDをコレクションするなど、マニアでもある。明るい所が苦手で、暗い森の中にある一軒家に一人で暮らしている。またそのためか､日清焼そばU.F.O.を愛食している描写がある｡
子供の頃から宇宙人の存在を信じ続けており、周囲からそれを馬鹿にされ続けてもなお、長年宇宙人を探し求めていたが、その時にテレビを通じてシリリの存在を知り、シリリと会うために親切に助けるフリをして彼と行動を共にしていた野原一家に近付く。その後、本性を現してシリリ及び野原一家を追い掛け回したが、手違いでしんのすけとシリリがトラックに乗って行ってしまった後はみさえから協力を求められ、更には事情を知ると自らも宇宙人との出来事に巻き込まれるために協力者となる。ネットを使ってしんのすけとシリリを乗せて行ったトラックの所在を調べ上げたり、みさえとひろしを乗車させて共にしんのすけ探しを手伝う等のサポートをした。終盤では野原一家と共にモルダダ達に捕まって秘密要塞ラブスターまで連行され、そこでシリリが貯めたバブバブパワーによって子供にされると同時に大人の頃の記憶を消されてしまうが、後にシリリと野原一家の作戦でスクスクパワーを浴びた事により元の姿に戻る。騒動後はシリリの宇宙船の一部を自宅のオブジェとして飾り、その際にひろしからシリリと並んで記念撮影をされている姿が描かれた。
志田未来
しんのすけが一番気になっている女優。テレビの中の登場のみで、劇中には登場しない。

## 歴代キャラクターによるゲスト出演
本作は25周年記念作品ということで、過去24作品の劇場シリーズから、キャラクターやアイテムが再登場しており、台詞有りで登場するキャラクターはオリジナルの声優をそのまま起用している。
2017年5月12日放送分のTVシリーズでは、本編の間に、本作に出演しているキャラクターの一部が、しんのすけとみさえのナレーションで紹介された。
映像ソフトには、解説書に「歴代映画キャラ&アイテム探し」チェックシート、映像特典に答え合わせが収録されている。答え合わせは、原作で登場したシーンの写真と本編の登場シーンの比較付き。

## キャスト
- 野原しんのすけ - 矢島晶子
- 野原みさえ -  ならはしみき
- 野原ひろし - 森川智之
- 野原ひまわり - こおろぎさとみ
- シロ / 風間くん - 真柴摩利
- ネネちゃん - 林玉緒
- マサオくん - 一龍斎貞友
- ボーちゃん - 佐藤智恵
- シリリ - 沢城みゆき[6]
- 八尾 - 小西克幸 / 久野美咲（子供の姿）
- よしなが先生 - 七緒はるひ
- 隣のおばさん - 鈴木れい子
- ななこ[注釈 6] - 伊藤静
- カンタムロボ - 大滝進矢
- 山田ジョン - 松尾佳子
- マイク水野 - 村松康雄
- 後生掛 - 引田有美
- 指宿 - 田村ゆかり
- 編集の山田 - ゆきのさつき
- デカピエロ - 松山鷹志
- サーカス司会者 - 大西健晴
- 男性警官 - 福田信昭
- おばあさん - 津田匠子
- おばさん - 行成とあ
- 駅アナウンス - 尾上翔
- 温泉店員 - 七瀬亜深
- 駅係員 - 中村章吾
- テレビ解説 - 平井啓二
- 若者 - 半田裕典、庄司宇芽香
- 泥棒 - 荒井聡太
- 車内アナウンス - 外川大花
- 女性警官 - 内海安希子
- 志田未来 - 志田未来（本人役、特別出演）
- 女性アナウンサー - 松尾由美子（テレビ朝日アナウンサー）[24]
- 宇宙人 - 吉野真治（テレビ朝日アナウンサー）、野上慎平（テレビ朝日アナウンサー）、佐々木亮太（テレビ朝日アナウンサー）、北村真平（朝日放送アナウンサー）、林和人（北海道テレビアナウンサー）、上坂嵩（メ〜テレアナウンサー）、長岡大雅（九州朝日放送アナウンサー）[24]
- モルダダ - 蛍原徹（雨上がり決死隊、特別出演）
- シリリの父 - 宮迫博之（雨上がり決死隊、特別出演）

## スタッフ
- 原作 - 臼井儀人（らくだ社）
- 監督・脚本 - 橋本昌和
- 絵コンテ - 橋本昌和、髙橋渉
- 演出 - 藤井康晶、鈴木大司、山地光人
- 作画監督 - 針金屋英郎、原勝徳、大森孝敏、末吉裕一郎
- キャラクターデザイン - 久野遥子、針金屋英郎、末吉裕一郎
- メカデザイン - 鈴木勤、久野遥子
- 2Dワークス - 飯塚智香
- 美術監督 - 西村隆、河合伸治
- 色彩設計 - 今泉ひろみ
- 撮影監督 - 梅田俊之
- ねんどアニメ - 石田卓也
- 音楽 - 荒川敏行、大谷幸
- 音響監督 - 大熊昭
- 編集 - 三宅圭貴
- プロデューサー - 山﨑智史、村上弓、中世古裕美、鶴崎りか、鈴木健介
- アソシエイトプロデューサー - 嶋根淳、山田千尋
- 動画検査 - 小原健二
- 色彩設計補佐 - 蝦名佳代子、松谷早苗、戸部弥生
- CGI - つつみのりゆき、飯塚智香
- 特殊効果 - 佐藤香織（アニメフィルム）
- 音響効果 - Fizz Sound Creation 松田昭彦
- 制作協力 - 亜細亜堂、ベガエンタテイメント
- 制作進行 - 北野巧、佐藤創太、加賀山悠、後藤亘、中野郁
- 制作デスク - 近藤慶一
- 制作 - シンエイ動画、テレビ朝日、ADK、双葉社
- 配給 - 東宝

## 主題歌
- オープニングテーマ「キミに100パーセント」（ワーナーミュージック・ジャパン/unBORDE）
  - 作詞・作曲・編曲 - 中田ヤスタカ / 歌 - きゃりーぱみゅぱみゅ
- エンディングテーマ「ロードムービー」（ワーナーミュージック・ジャパン/unBORDE）
  - 作詞・作曲・編曲・歌 - 高橋優

## 映像ソフト化
2017年11月10日にバンダイビジュアルからBDとDVDでリリース。